# استیون ویلسون
استیون جان ویلسون (به انگلیسی: Steven John Wilson) (زادهٔ ۳ نوامبر ۱۹۶۷) خواننده، گیتاریست، ترانه‌سرا و تهیه‌کننده موسیقی انگلیسی است. عمده شهرت او به عنوان بنیانگذار گروه پراگرسیو راک پرکیوپاین تری است. علاوه بر این، ویلسون در گروه‌های موسیقی دیگری نیز ازجمله بلک فیلد و نومن فعالیت دارد. او تحت نام خودش تا کنون ۶ آلبوم انفرادی منتشر کرده است.

## بیوگرافی
ویلسون علاقه به موسیقی رادر سن ۸ سالگی در خود کشف کرد. قضیه از آنجا شروع شد که برای کریسمس پدر و مادر استیون هر دو برای هم یک گرامافون خریدند. پدر و مادرش بعد از خریدن گرامافون‌ها، آلبوم‌های نیمه تاریک ماه (به انگلیسی: The Dark Side of the Moon) گروه پینک فلوید و دوست دارم که دوستت داشته باشم (Love to Love You Baby) دوناسامر را نیز به‌طور هم‌زمان دریافت کردند. استیون ویلسون کودکی‌اش را با گوش دادن به این دو آلبوم گذراند.
این دو گرامافون تأثیر زیادی روی آهنگسازی او در آینده داشت. خود استیون می‌گوید: "در نگاه به گذشته کاملاً می‌توانم احساس کنم که چگونه، آن‌ها روی جهت‌گیری من در موسیقی تاحالا تأثیر گذاشته‌اند." علاقه او به پینک فلوید او را به سمت سبک پراگرسیو راک و به‌طور کلی آلبوم مفهومی (Concept Album) کشاند.

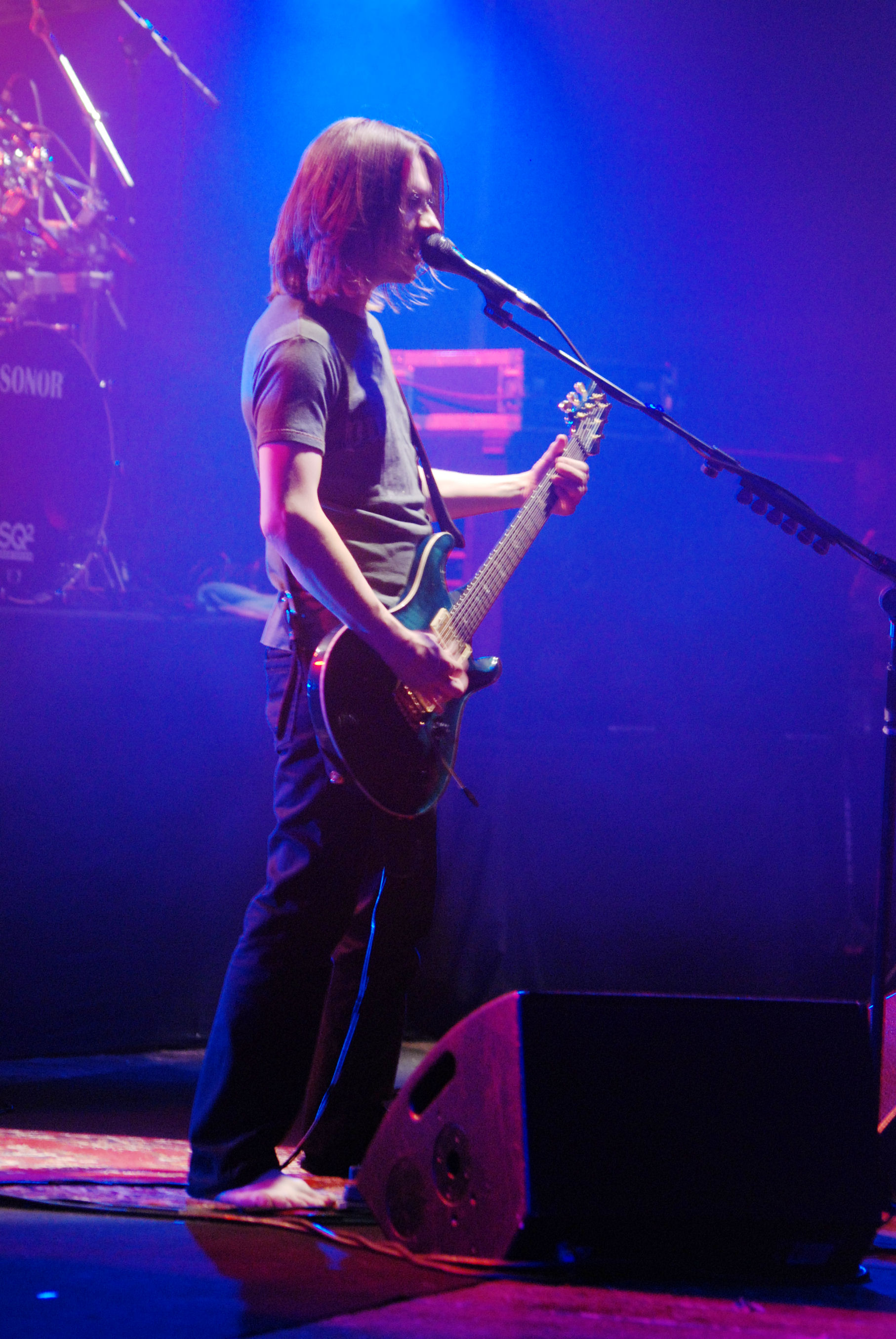
استیون ویلسون سال ۲۰۰۷، گروه پورکیوپاین تری

پدرومادرش او را به کلاسهای گیتار فرستادند اما استیون کوچک در آن سن و سال علاقه‌ای به یادگیری گیتار از خود نشان نمی‌داد. پس از مدتی دیگر به کلاس‌ها نرفت. هرچند مدت کوتاهی بعد، در ۱۱ سالگی به گیتار کلاسیک علاقه‌مند شد و در زیر شیروانی خانه‌شان با آن تمرین می‌کرد. مدتی بعد پدرش که در رشته مهندسی الکترونیک تحصیل کرده بود برایش یک استودیو کوچک ضبط کاست ساخت. این استودیو باعث علاقه بیشتر استیون به موسیقی شد و او را به فکر ساخت آلبوم انداخت.

## گروه‌ها

### پرکیوپاین تری (Porcupine Tree)
گروه پرکیوپاین تری را استیون ویلسون و یکی از دوستان مدرسه‌اش، مالکوم استاکس ایجاد کردند. در واقع این گروه اولین گروهی بود که ویلسون در آن فعالیت خود را به‌طور رسمی شروع کرد. آن‌ها ابتدا آهنگ‌های خود را در خانه ضبط می‌کردند تا اینکه به فکر افتادند آلبوم‌هایشان را در بازار عرضه کنند. پس تصمیم گرفتند اسمی برای گروه پیدا کنند که نام پرکیوپاین تری (درخت جوجه تیغی) را انتخاب کردند. نتیجه تلاش‌های اولیه ویلسون سه دمو به نام‌های Tarquin's Seaweed Farm, Love, Death & Mussolini و The Nostalgia Factory بود که ویلسون پس از امضای قرارداد با لیبل Delerium بهترین آهنگ‌های آنها را انتخاب و در قالب اولین آلبوم استودیویی پرکیوپاین تری با نام On the Sunday of Life... منتشر کرد.

### نومن (No-Man)
گروه نومن حاصل همکاری طولانی مدت ویلسون، با خواننده و آهنگساز انگلیسی تیم بونس می‌باشد. آهنگ‌ها این گروه بیشتر میکس شده و مخلوطی از سبکهای مختلف موسیقی از رپ تا سایکدلیک راک می‌باشد.

### بلک فیلد (Blackfield)
در سال ۲۰۰۱ استیون ویلسون همکاری خود را با ستاره راک اسرائیل، آویو گفن آغاز کرد که این دو به صورت مشترک گروه بلک فیلد را تشکیل دادند. سفرهای متعدد او به اسرائیل در شکل‌گیری این همکاری نقش زیادی داشته‌است.

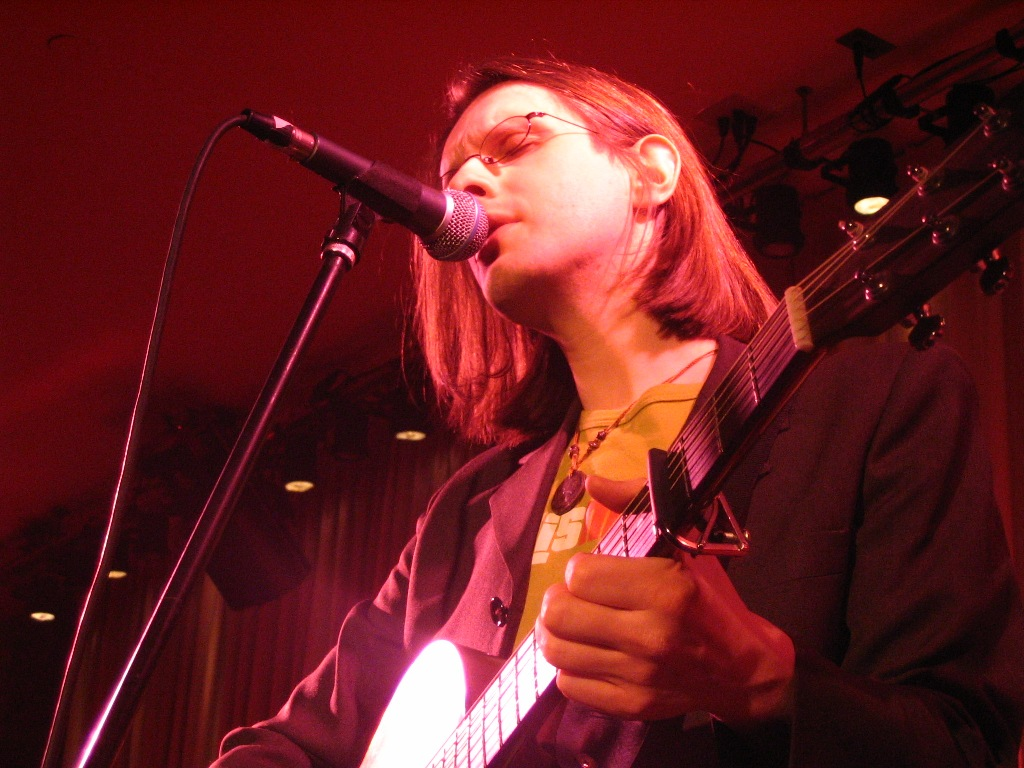
استیون ویلسون سال ۲۰۰۵، در حال اجرا با گروه بلک فیلد در نیویورک

## آلبوم‌شناسی انفرادی
- شورشیان (۲۰۰۸)
- غرق شدن برای فضل (۲۰۱۱)
- غرابی که نخواست آواز بخواند (و داستان های دیگر) (۲۰۱۳)
- دست. نمی‌تواند. پاک کند. (۲۰۱۵)
- تا استخوان (۲۰۱۷)
- نیش های آینده (۲۰۲۱)
- کدکس هارمونی (۲۰۲۳)